# From Me to You
 For alternative betydninger, se From Me to You (flertydig). (Se også artikler, som begynder med From Me to You)
"From me to You" er A-siden på det engelske rockband The Beatles' tredje single "From Me to You/Thank You Girl", der blev udgivet i Storbritannien den 11. april 1963.

## Komposition
The Beatles' første engelske turné var med Helen Shapiro (kaldet "Helen Shapiro Turneén"), der varede fra den 2. februar 1963 til den 3. marts 1963. The Beatles' producer George Martin havde bedt om en sang til deres næste single, og den 28. februar under tournéen blev "From Me To You" født. John Lennon og Paul McCartney skrev den sammen i bussen fra York til Shrewsbury. Titlen var inspireret af en læserbrevsklumme, der hed "From You To Us" i den ugentlige popavis New Musical Express. Paul og John læste udgaven fra den 22. februar, der bragte deres turné-datoer på forsiden og historier om Cliff Richard, Billy Fury og Elvis Presley inde i avisen. McCartney bemærkede, at deres tidlige sange havde en tendens til at inkludere ordene "jeg", "mig" eller "dig" i dem, som en måde at gøre dem "meget direkte og personlige" for bandets fans.
"From me to You" består af fem vers og to broer. Versene står i C-dur, og de består hver af ret korte otte takter. Første halvdel af fjerde vers er instrumental. Den sidste halvdel af hvert vers er et mini-refræn, mens broernes tekster er identiske. I broen modulerer sangen til den subdominante (IV) toneart: F-dur. Den subdominante modulering er næsten en kliché, men Lennon & McCartney undgår klichéen ved at gå en anden vej fra I til IV end standard I–I7–IV. Ved broens klimaks akkompagneres akkordskiftene af "woo!" Et andet kendetegnende element i broen er den udvidede akkord – en gaug – der afslutter broen og fører tilbage til hjemtonen (C-dur). Lennon spiller fremtrædende mundharmonikasoloer i begyndelsen, midten og slutningen af sangen, som han gjorde med "Love Me Do".
Ideen med at synge sangens åbningsmelodi - "da da da da da dum dum da"-delen - blev foreslået af George Martin. Gruppen syntes, at det var usædvanligt, men satte deres lid til Martin. "På en måde gjorde dette Beatles opmærksomme på Georges enorme musikalske sans", sagde EMI-producer Ron Richards senere.

## Indspilning
Nummeret blev produceret af George Martin, der i den forbindelse har fortalt:
 Jeg bad dem om en anden sang så god som 'Please Please Me', og de bragte mig en - 'From Me to You'. ... Der så ud til at være en bundløs brønd af sange.

Nummeret blev indspillet den 5. marts 1963. Det var ikke kandidat til at være A-side i starten - det var Thank You Girl, men under indspilningerne blev det besluttet, at "From Me to You" skulle være A-side. John Lennon har fortalt:
 Vi var lige ved ikke at indspille den, fordi vi til at begynde med syntes, at den var lidt for bluesy, men da vi var færdige med den, og George Martin havde skrevet en mundharmonika ind i partituret, var den okay.

Der blev foretaget 13 indspilninger af både "From me to You" og "Thank You Girl", og to andre Lennon-McCartney numre blev tillige indspillet: What Goes On og One After 909. Disse to numre blev senere taget op igen på henholdsvis Rubber Soul og Let It Be.
Den 14. marts blev nummeret editeret og mixet til mono og stereo og dermed klargjort til udgivelse den 11 april 1963.

## Musikere
- John Lennon – sang, rytmeguitar, mundharmonika
- Paul McCartney – sang, bas
- George Harrison – singleguitar
- Ringo Starr – trommer